# Blingel
Blingel – miejscowość i gmina we Francji, w regionie Hauts-de-France, w departamencie Pas-de-Calais.
Według danych na rok 1990 gminę zamieszkiwały 122 osoby, a gęstość zaludnienia wynosiła 38 osób/km² (wśród 1549 gmin regionu Nord-Pas-de-Calais Blingel plasuje się na 1080. miejscu pod względem liczby ludności, natomiast pod względem powierzchni na miejscu 826.).